# 스가와라씨
스가와라씨(일본어: 菅原氏 すがわらうじ[*])는 스가와라(菅原)를 씨명으로 하는 씨족이다. 성은 아손이다.

## 역사
스가와라씨의 전신은 아메노호히노미코토의 자손으로, 노미노 스쿠네를 가조로 하고, 장송을 가업으로하고 있는 하지씨이다. 덴오 원년 (781년)에 후루히토가 개성을 신청하여 스가와라 성을 칭하게 되었다. 「스가와라(菅原)」의 이름은 야마토국 스가와라읍(菅原邑)에서 따왔다.
후루히토는 유학을 공부하여 간무 천황의 시독(侍読)이 되었다. 아들 키요키미 (770년 (호키 원년) ~ 842년 (조와 9년)) (종3위 비참의), 및 손자 코레요시 (812년 (고닌 3년) ~ 880년 (간교 4년)) (종3위 참의)도 유학을 배우고, 문장박사를 지냈다. 또, 키요키미는 칸케로카(菅家廊下)라 불리는 사숙을 세워 많은 문인을 가르치고, 키덴도(紀伝道) (문장도(文章道))를 가업으로 삼게 되었다.
코레요시의 아들 미치자네는 우다 천황의 발탁을 받아 종2위 우대신에 올랐지만, 901년 (엔기 원년), 다자이노곤노소치로 좌천되어, 903년 (엔기 3년) 다자이부에서 사망했다. 미치자네의 아들들도 좌천되었지만, 906년 (엔기 6년) 겨울, 미치자네의 적자 스가와라노 타카미는 사면되어 대학두에 복귀했다. 타카미의 자손들도 수령이나 대학두 등을 역임했지만, 스가와라노 후미토키 (899년 (쇼타이 2년) ~ 981년 (텐겐 4년) (종3위 비참의), 스가와라노 스케마사 (925년 (엔쵸 3년) ~ 1009년 (칸코 6년) (정3위 참의 다이자이다이시키)와 같은 예외를 제외하고 공경에 오를 수 없었다. 또, 『사라시나 일기(更級日記)』의 작자인 스가와라노 타카스에의 딸 등도 배출하고 있다.
가마쿠라 시대의 초기 스가와라노 타메나가 (1158년 (호겐 3년) ~ 1246년 (간겐 4년))가 정2위 참의 오오쿠라쿄로 승진한 이후, 자손은 대대로 공경에 올랐다. 또, 이제까지 문장박사를 많이 배출한 오에씨가 쇠퇴한 관계로 조정에서 키덴도의 요직을 독차지하였다. 그 후, 근세에 이르기까지 타카츠지가, 고죠가, 히가시보죠가, 카라하시가, 키요오카가, 쿠와하라가의 당상가 6가 (반가)가 갈라져 나왔다. 헤이안 중기 이후의 연호안을 수신한 유학자는 대부분이 이들 스가와라씨의 후손이다.
중세 공가 사회에서 스가와라씨 적류는 카라하시가로 간주되어 씨장자인 키타노의 장자로 많이 취임하고 있었지만, 15세기 말, 카라하시 아리카즈의 살해 사건 이후에는 쇠태하고, 그때까지는 드물게 보임되어 있던 타카츠지・고죠・히가시보죠가 중에서 선택되게 되었다. 메이지에 이르러 스가와라씨의 각 당상가는 모두 화족이 되어, 당주는 자작에 서위되었다. 종족 제도에서는 스가와라노 아손은 제39류 "아메노호히노미코토 후 종5위하 후루히토 예"로서 분류되고 있어, 스가와라씨 후예를 칭하고 있던 무가의 마에다씨・야규씨・히사마츠씨도 분류되고 있다. 또한, 타카츠지가의 분가인 니시타카츠지가도 사가화족으로서 화족이 되어 남작에 서위되었다.

## 스가와라씨를 자칭한 씨족
히사마츠씨
족보류에서 후예로 삼다.
미마사카칸씨
미마사카국의 무사단. 미마사카칸가 당
마에다씨
미마사카칸씨의 분류인 하라다씨의 후예설. 스가와라 미치마사가 큐슈에서 낳은 자손설. 토시히토류 사이토씨설 등 이설 있음.
야규씨
『번한보(藩翰譜)』 또한 후세의 『관정중수제가보(寛政重修諸家譜)』에 따르면 야규씨의 성은 스가와라 성으로 여겨진다
히라테씨
세라타씨의 후예를 자칭하지만, 스가와라 성 설이 있다.
키요오카씨
스가와라노 타카미의 자손을 칭한 키요오카 고레야스를 시조로 한다
오쿠마씨
사가번사. 오쿠마 시게노부를 배출했다
미노베씨
스가와라노 아츠시게의 자손을 칭한 코가류 일족
반슈칸씨
미마사카칸씨 (아리모토씨) 후예. 쿠로다 24기의 칸 마사토시를 배출했다
미야자키가
히고국 타마나군 아라오무라 (현 구마모토현 아라오시)의 향사. 니텐이치류의 무예가 미야자키 마사카타나, 혁명가이자 로쿄쿠시 미야자키 토텐을 배출.